# Route impériale 86
De Route Impériale 86 of De Bâle à Nimegue par la rive gauche du Rhin (Van Bazel naar Nijmegen over de linker Rijnoever) was een Route impériale in Frankrijk, Duitsland en Nederland. De route is opgesteld per keizerlijk decreet in 1811 en lag toen geheel binnen het Franse Keizerrijk. Na de val van Napoleon Bonaparte kwam het grootste deel van de route buiten Frankrijk te liggen. Het Franse deel werd vanaf 1824 de N68.
Tussen Saint-Louis en Bazel liep de weg gelijk met de Route Impériale 22.

## Route
De route liep vanaf Bazel via Straatsburg, Speyer, Worms, Koblenz, Bonn, Keulen, Neuss, Xanten, Kleve, en Kranenburg naar Nijmegen. Sinds 1973 staat het Franse deel van het traject bekend als de D486. In Duitsland volgde de route grotendeels het tracé van de huidige B9. Van de Duitse grens naar Nijmegen volgde de route het tracé van de huidige provinciale weg 325.
1 · 2 · 3 · 4 · 5 · 6 · 7 · 8 · 9 · 10 · 11 · 12 · 13 · 14 · 15 · 16 · 17 · 18 · 19 · 20 · 21 · 22 · 23 · 24 · 25 · 26 · 27 · 28 · 29 · 30 · 31 · 32 · 33 · 34 · 35 · 36 · 37 · 38 · 39 · 40 · 41 · 42 · 43 · 44 · 45 · 46 · 47 · 48 · 49 · 50 · 51 · 52 · 53 · 54 · 55 · 56 · 57 · 58 · 59 · 60 · 61 · 62 · 63 · 64 · 65 · 66 · 67 · 68 · 69 · 70 · 71 · 72 · 73 · 74 · 75 · 76 · 77 · 78 · 79 · 80 · 81 · 82 · 83 · 84 · 85 · 86 · 87 · 88 · 89 · 90 · 91 · 92 · 93 · 94 · 95 · 96 · 97 · 98 · 99 · 100 · 101 · 102 · 103 · 104 · 105 · 106 · 107 · 108 · 109 · 110 · 111 · 112 · 113 · 114 · 115 · 116 · 117 · 118 · 119 · 120 · 121 · 122 · 123 · 24 · 125 · 126 · 127 · 128 · 129 · 130 · 131 · 132 · 133 · 134 · 135 · 136 · 137 · 138 · 139 · 140 · 141 · 142 · 143 · 144 · 145 · 146 · 147 · 148 · 149 · 150 · 151 · 152 · 153 · 154 · 155 · 156 · 157 · 158 · 159 · 160 · 161 · 162 · 163 · 164 · 65 · 166 · 167 · 68 · 169 · 170 · 171 · 172 · 173 · 174 · 175 · 176 · 177 · 178 · 179 · 180 · 181 · 182 · 183 · 184 · 185 · 186 · 187 · 188 · 189 · 190 · 191 · 192 · 193 · 194 · 195 · 196 · 197 · 198 · 199 · 200 · 201 · 202 · 203 · 204 · 205 · 206 · 207 · 208 · 209 · 210 · 211 · 212 · 213 · 214 · 215 · 216 · 217 · 218 · 219 · 220 · 221 · 222 · 223 · 224 · 225 · 226 · 227 · 228 · 229